# Saison 5 de La Guerre des trônes : La Véritable Histoire de l'Europe
La cinquième saison de La Guerre des trônes : La Véritable Histoire de l'Europe est une émission de télévision historique qui retrace l'histoire de l'Europe de 1701 à 1757.
Elle raconte la fin du règne du roi Louis XIV puis aborde la période de la Régence de 1715 à 1723 et enfin les débuts du règne de Louis XV.
Présentée par Bruno Solo, elle est diffusée sur France 5 du 16 décembre 2021 au 30 décembre 2021.
En 2023, elle est également diffusée sur TV5 Québec Canada et sur la RTBF.

## Principe de l'émission
Chaque numéro retrace l’épopée des dynasties rivales ainsi que les jeux de pouvoir qui ont écrit l’histoire de l’Europe au XVIIIe siècle, au travers de reconstitutions historiques et de la visite de différents lieux en rapport avec le sujet traité.
En parallèle, Bruno Solo explique les enjeux géopolitiques ainsi que les interactions entre les différents souverains en déplaçant des pions sur une grande carte de l'Europe.

## Présentation et réalisation
Chaque numéro est présenté par le comédien Bruno Solo.
La réalisation des émissions est dirigée par Vanessa Pontet et Alain Brunard.

## Période historique
La cinquième saison retrace tout d'abord la fin du règne du roi Louis XIV puis aborde la période de la Régence de 1715 à 1723. 

La co-réalisatrice Vanessa Pontet indique : 

« Nous avons souhaité nous attarder sur la Régence, une période finalement assez peu abordée à la télévision. Nous avons souvent en tête les orgies de Que la fête commence…, le film de Bertrand Tavernier avec Philippe Noiret. Mais le Régent est surtout celui qui a permis de rétablir les finances du royaume, exsangues à la fin du règne de Louis XIV. C'est un personnage très intéressant, qui gouverne autrement, et prépare surtout l'accession au trône du petit Louis XV, un orphelin, profondément dépressif. »

La saison s'attarde ensuite les débuts du règne de Louis XV, une période riche en événements,. 
Au niveau international, elle décrypte également les différents conflits qui s'étendent en Europe au début du XVIIIe siècle, du Saint-Empire Romain Germanique à l’Écosse, mais également au Canada où la France et le Royaume-Uni s'affrontent,.

## Liste des épisodes

### Louis XIV, l'ennemi de l'Europe (1701-1711)
Diffusions
- France : 16 décembre 2021 (France 5), 28 janvier 2023 (Histoire TV)
- 2 janvier 2023 (TV5)
- 30 juin 2023 (RTBF Auvio[6])

Résumé

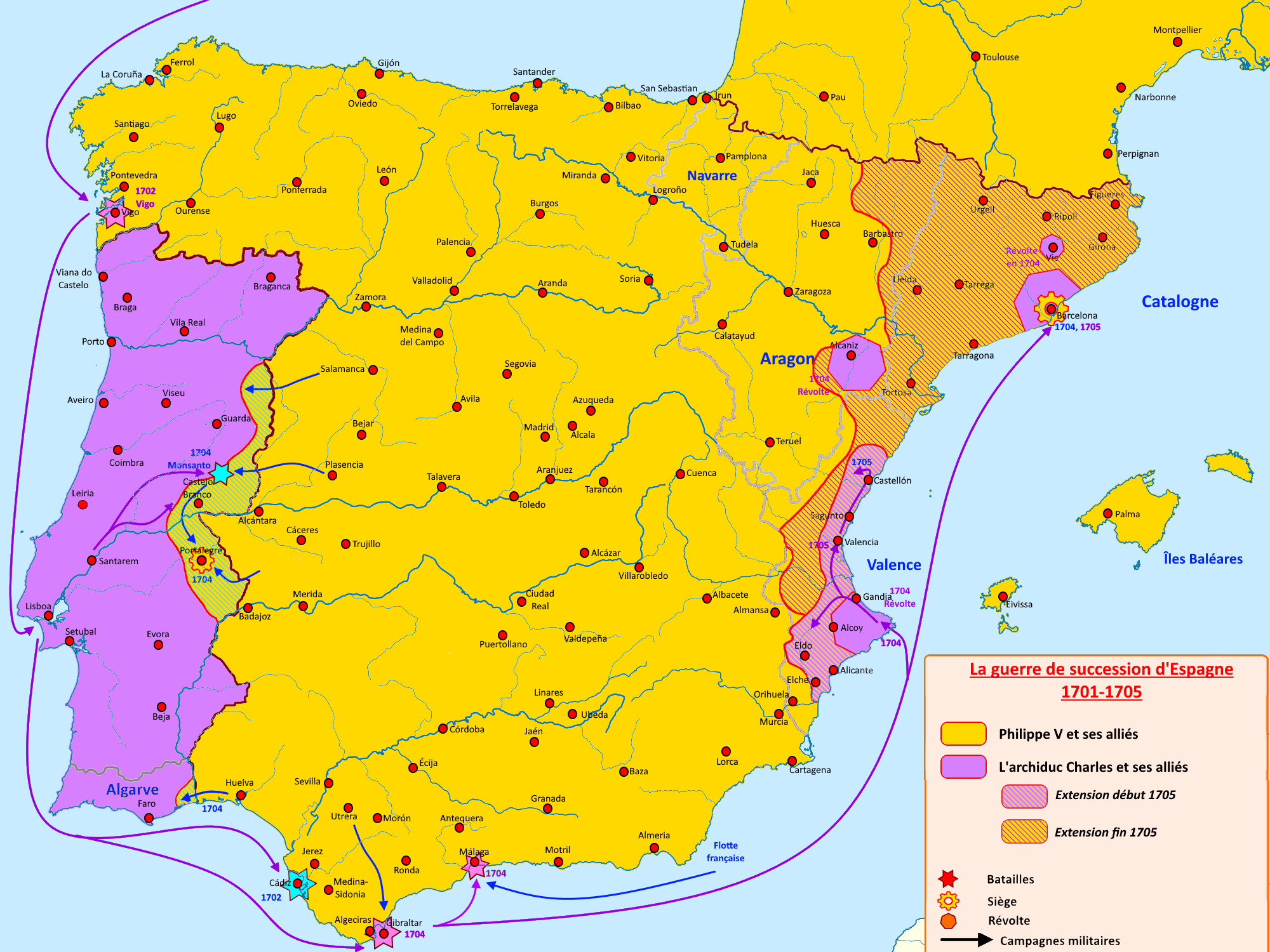
La guerre de succession d'Espagne dans la péninsule, 1701-1705

Au début du XVIIIe siècle, Philippe d'Anjou, petit-fils de Louis XIV, monte sur le trône d'Espagne, tout en espérant un jour pouvoir régner également sur la France. La perspective de voir la France et l'Espagne réunis par un même trône provoque une vive réaction de la part de plusieurs puissances européennes qui s'y opposent fermement. 
C'est le début de la guerre de Succession d'Espagne.

### Louis XIV, le crépuscule (1712-1715)
Diffusions
- France : 16 décembre 2021 (France 5)
- 9 janvier 2023 (TV5)
- 7 juillet 2023 (RTBF Auvio)

Résumé
Le deuxième épisode retrace la fin du règne de Louis XIV, une période tragique marquée par la guerre de succession d’Espagne mais également par la mort de plusieurs membres de la famille royale de France. 
Après la mort du Grand Dauphin, du Petit Dauphin, puis de l'un des fils du duc de Bourgogne, c'est Louis, l'autre fils du duc de Bourgogne, qui devient l'héritier du trône mais il est âgé de seulement cinq ans et est trop jeune pour gouverner.
Le roi Philippe V d'Espagne, qui est le petit-fils de Louis XIV, espère profiter de la situation pour succéder à son grand-père sur le trône de France.

### L'héritage du Roi-Soleil (1715-1722)
Diffusions
- France : 23 décembre 2021 (France 5), 21 janvier 2023 (Histoire TV)
- 16 janvier 2023 (TV5)
- 28 juillet 2023 (RTBF Auvio)

Résumé

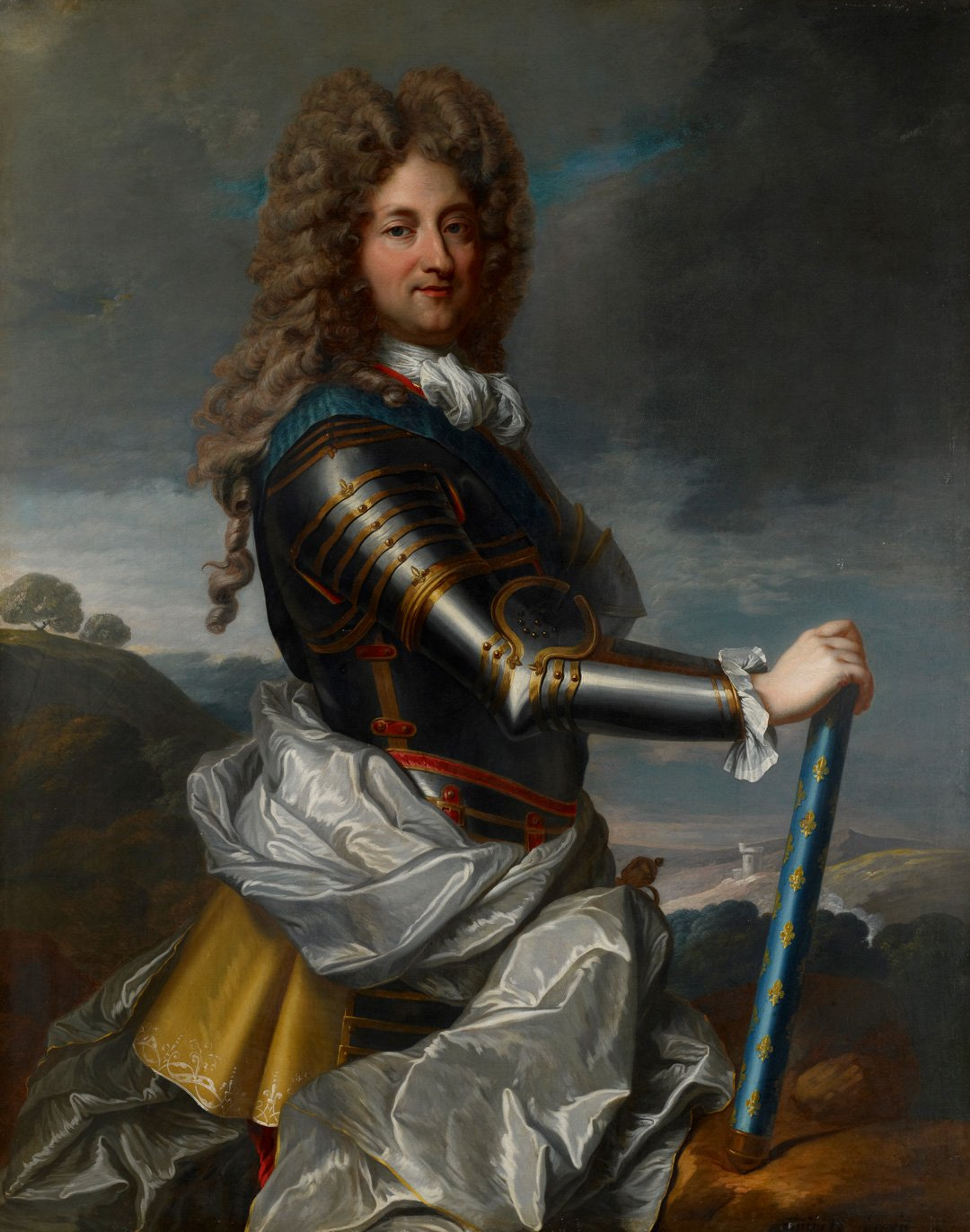
Le régent Philippe d'Orléans, par Jean-Baptiste Santerre.

Après la mort de Louis XIV, c'est son arrière petit-fils, Louis, qui monte sur le trône. Ce dernier étant trop jeune pour régner, c'est Philippe d'Orléans, le fils du frère de Louis XIV, qui est nommé Régent et qui détient le pouvoir en France. 
Cette période, connue sous le nom de la Régence, déstabilise les alliances en Europe. Elle est également marquée par une certaine agitation à la Cour, par la montée du progressisme et par la libération des mœurs en France.

### Louis XV, le bien aimé (1722-1738)
Diffusions
- France : 23 décembre 2021 (France 5), , 21 janvier 2023 (Histoire TV)
- 23 janvier 2023 (TV5)
- 4 août 2023 (RTBF Auvio)

Résumé
À l'âge de 13 ans, Louis XV prend officiellement les rênes du pouvoir en France mais la santé du roi est fragile. Afin d'assurer au plus vite un héritier au trône de France, le jeune roi est fiancé à l’infante d’Espagne Marie-Anne-Victoire qui n'a que sept ans.
Cependant cette alliance déplaît au premier ministre Louis de Bourbon-Condé qui trouve l'infante trop jeune. Il la fait éloigner de Versailles puis se met en quête de trouver une autre reine qui soit en âge de donner des héritiers au roi. Le choix de la polonaise Marie Leszczynska crée le scandale et déclenche une nouvelle guerre en Europe.

### Marie-Thérèse d'Autriche, l'impératrice guerrière (1740-1748)
Diffusions
- France : 30 décembre 2021 (France 5), 21 janvier 2023 (Histoire TV)
- 30 janvier 2023 (TV5)
- 11 août 2023 (RTBF Auvio)

Résumé

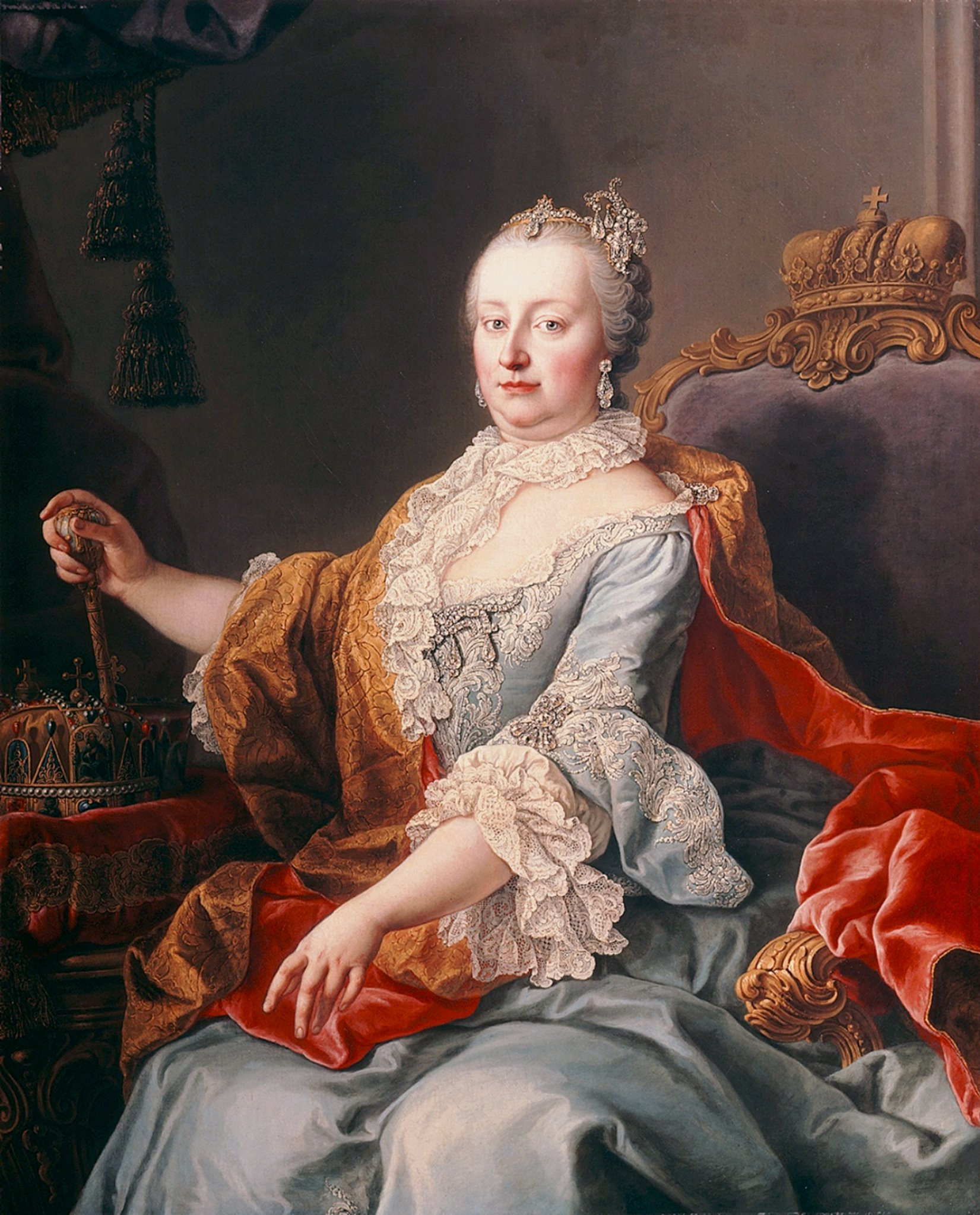
Marie-Thérèse d'Autriche en 1759, avec le sceptre et la Couronne de saint Étienne, par Martin van Meytens.

Après la naissance de dix enfants en dix ans, le roi Louis XV délaisse peu à peu son épouse Marie Leszczynska et entretient une relation amoureuse avec plusieurs de ses favorites comme Madame de Pompadour. 
En Europe, les cours européennes s'agitent après la mort de l’empereur du Saint-Empire romain germanique. L'arrivée sur le trône de la fille aînée de l’empereur, Marie-Thérèse d’Autriche, et de son époux François-Étienne de Lorraine, provoque une vive opposition. 
La Prusse, la France, la Bavière et l’Angleterre entrent en guerre. C'est le début de la guerre de Succession d'Autriche.

### Madame de Pompadour, marquise des Lumières (1750-1757)
Diffusions
- France : 30 décembre 2021 (France 5), 21 janvier 2023 (Histoire TV)
- 6 février 2023 (TV5)
- 16 août 2023 (RTBF Auvio)

Résumé
Après la fin de la Guerre de Succession d'Autriche, Louis XV voit sa popularité se dégrader et se console dans les bras de sa favorite, Madame de Pompadour. 
Cherchant à faire rayonner la France par les arts, celle-ci défend les philosophes du siècle des Lumières puis entre dans « le secret du roi ». De son côté, Louis XV met en place un réseau d’espions afin d'obtenir un avantage diplomatique et se prépare à affronter un nouveau conflit.

## Distribution
- Marie-Christine Adam : Madame de Maintenon
- Boris Terral : Louis XIV (52 à 63 ans)
- Thierry Beccaro : Philippe d'Orléans
- Philippe Bertin : le cardinal de Fleury
- Brigitte Aubry : Madame de Ventadour
- Serge Swysen : Guillaume Dubois
- Vincent Leprêtre : Georges Ier
- Frédéric Etherlinck : John Law
- Bartholomew Boutellis : Philippe d'Orléans
- Benoît de Gaulejac : Stanislas Leszczynski
- Matthew Luret : Louis de France
- Mélina Tomassone : Claudine Guérin de Tencin
- Théophile Baquet : Philippe V
- Bertille Mirallié : Marie-Adélaïde de Savoie
- Gauthier Danniau : Charles de France
- Aurélie Alessandroni : Élisabeth Farnèse
- François Bérard : Louis IV Henri de Bourbon-Condé
- Jean-Pierre Malignon : Médecin du Roi
- Antoine Blanquefort[1] : Voltaire
- Mirza Kilic : Louis Ier
- Natalia Pujszo : Marie Leszczynska 22-32 ans
- Dorothée Pousséo : Marie Leszczynska 32-54 ans
- Arsène Macia : Louis XV enfant
- Valentin du Peuty : Louis XV adolescent
- Clément Vieu : Louis XV adulte
- Florian Desbiendras : Frédéric II de Prusse
- Anne-Cécile Pellarini : Marie-Thérèse d'Autriche
- Jeanne Abraham : Marie-Anne de Mailly-Nesle
- Chloé Chevallier : Marie-Anne-Victoire d'Espagne
- Antoine Michel : Chrétien Guillaume de Lamoignon de Malesherbes
- Manu Libert : Louis de France
- Laura Malvarosa : Madame de Pompadour

## Tournage

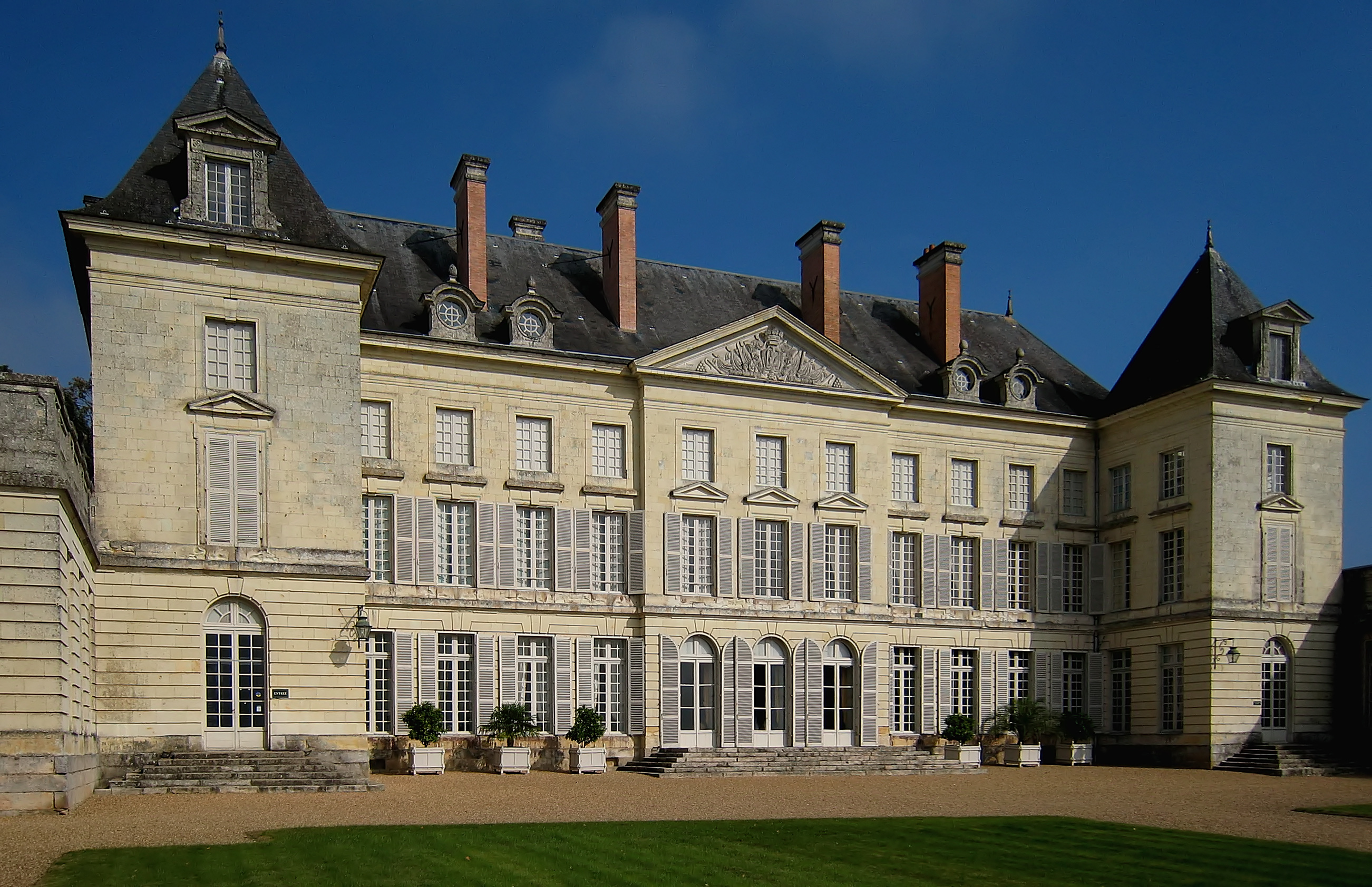
Le baptême des deux fils aînés du duc de Bourgogne a été tourné au Château de Montgeoffroy (Maine-et-Loire).

Outre les reconstitutions historiques, différentes séquences ont été tournées dans les lieux suivants :
- Le château de Montgeoffroy[10]
- Le château de Versailles
- Le château de Belœil[11]
- Le château de Sceaux[3]

« Dans notre pays, nous avons cette chance d’avoir des décors avec une âme, témoins du passé et cela se ressent sur des tournages avec costumes et langage d’époque. » indique le producteur Samuel Kissous.
Par ailleurs, des scènes ont été tournées pour la première fois en Belgique dans le cadre de cette nouvelle saison. C'est le cas notamment du château de Belœil qui a été utilisé pour le tournage de plusieurs scènes concernant le règne de Louis XV.

## Diffusion
La cinquième saison est diffusée en prime-time sur France 5 le jeudi :
- 16 décembre 2021 (épisodes 1 et 2)
- 23 décembre 2021 (épisodes 3 et 4)
- 30 décembre 2021 (épisodes 5 et 6)[3]

## Audiences
| Rang | Première diffusion | Titre                                             | Période   | Nombre de téléspectateurs | Part d'audience |
| ---- | ------------------ | ------------------------------------------------- | --------- | ------------------------- | --------------- |
| 23   | 16 décembre 2021   | Louis XIV, l'ennemi de l'Europe                   | 1701-1711 | 893 000                   | 3,8 %           |
| 24   | 16 décembre 2021   | Louis XIV, le crépuscule                          | 1712-1715 | 893 000                   | 4,2 %           |
| 25   | 23 décembre 2021   | L'Héritage du Roi-Soleil                          | 1715-1722 | 879 000                   | 4 %             |
| 26   | 23 décembre 2021   | Louis XV, le bien-aimé                            | 1722-1738 | 879 000                   | 4 %             |
| 27   | 30 décembre 2021   | Marie-Thérèse d'Autriche, l'impératrice guerrière | 1740-1748 | 884 000                   | 4,2 %           |
| 28   | 30 décembre 2021   | Madame de Pompadour, marquise des Lumières        | 1750-1757 | 884 000                   | 4,2 %           |

## Accueil critique
Le magazine Télé 2 semaines note : « Plus trépidante et divertissante qu'un manuel d'histoire, cette saga se distingue par ses reconstitutions soignées et portées par des comédiens de grand talent. Dans les somptueux décors du château de Versailles, l'inattendu Bruno Solo délivre anecdotes croustillantes et faits historiques avec enthousiasme et malice. »